# Вальфаббрика
Вальфа́ббрика (итал. Valfabbrica) — коммуна в Италии, располагается в регионе Умбрия, подчиняется административному центру Перуджа.
Население составляет 3477 человек, плотность населения составляет 38 чел./км². Занимает площадь 91 км². Почтовый индекс — 6029. Телефонный код — 075.
Святым покровителем населённого пункта почитается святой Себастьян. Праздник ежегодно празднуется 20 января.